# Identifikační číslo vozidla

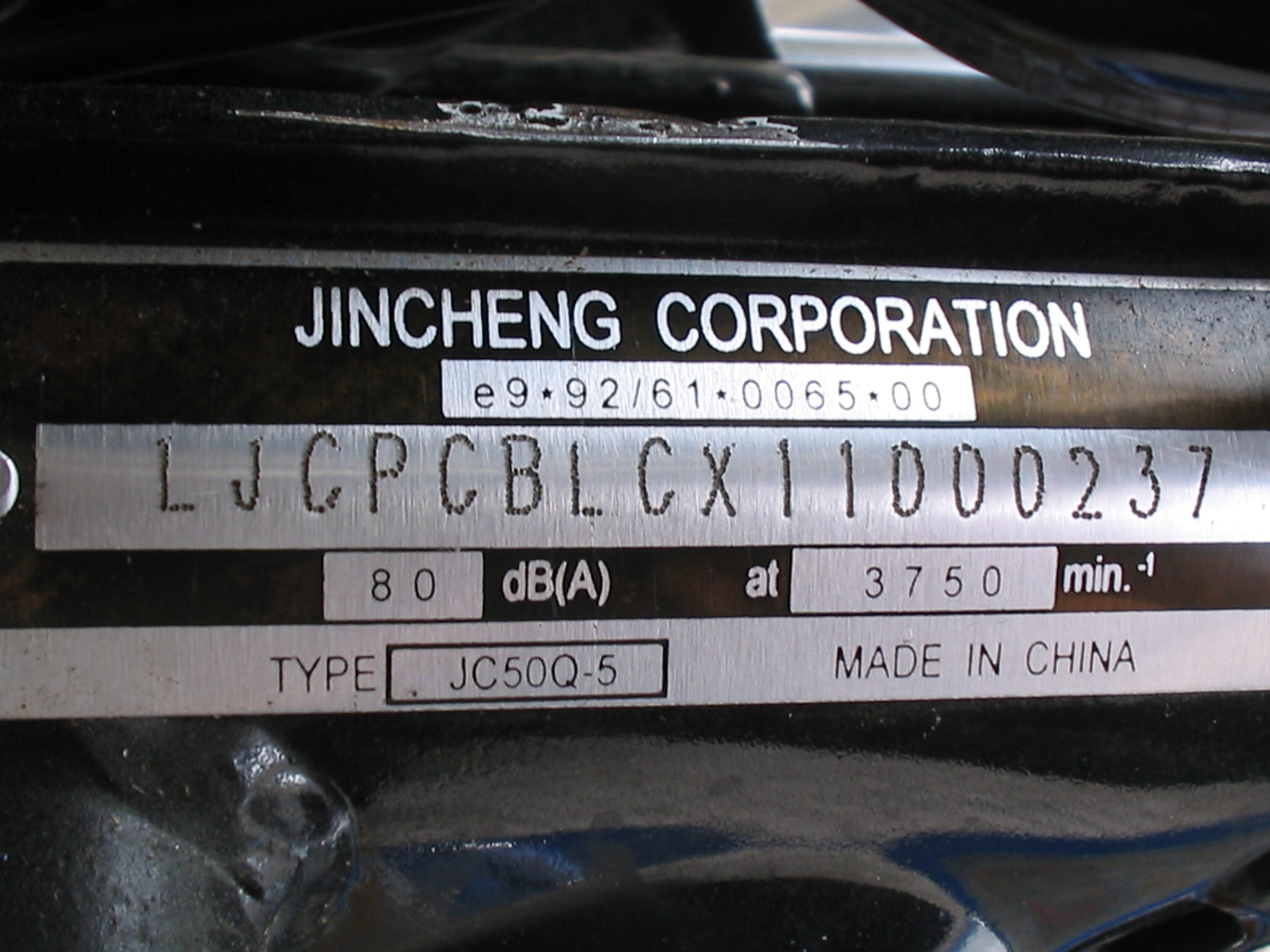
VIN na čínském mopedu

VIN (Vehicle identification number – Identifikační číslo vozidla) je mezinárodně jednoznačný identifikátor motorových vozidel, zpravidla vyražený na štítku trvale připevněném ke karoserii vozu nebo vyražený do karosérie samotné. Ražení VIN se obvykle provádí předformovanými raznicemi až po lakování karosérie, umístěno bývá většinou na obtížně dostupné a záměnné části nosného skeletu, u modernějších vozů je často vyraženo na několika místech, kromě základního umístění také v průhledu stínicího lemu předního okna i na dalších, nezveřejňovaných místech. Číslo je tvořeno 17 písmeny a číslicemi, jeho formát je od roku 1983 určen normou (ISO 3779:1983). V Severní Americe je přidělování čísel oproti normě ještě upřesněno, takže tam VIN nese dodatečné informace, ISO 4030 (umístění a uchycení čísla VIN), ISO 3780 (norma určující obsah a stavbu WMI kódu, který tvoří první část čísla VIN).

## Historie čísla karoserie
Číslo VIN bylo poprvé uvedeno do praxe v roce 1954 v USA. V počátečním období jeho používání, až do roku 1981, neexistoval jednotný formát značení čísel VIN (čísel karoserie) a jednotliví výrobci používali pro uvádění této informace různé formy. Vzhledem k rychle rostoucímu počtu vozidel se ale tento stav věci neosvědčil a bylo proto rozhodnuto o jejich sjednocení a harmonizaci přiřazování čísel VIN s celosvětovými normami ISO.
Po zavedení normy ISO se výrobci, kteří vyráběli svá vozidla pro trh v USA, tomuto standardu velmi rychle podřídili. Mezinárodní organizace pro normalizaci ISO vydala doporučení pro používání standardu VIN a jeho strukturu a číslo karoserie se začalo používat také v Evropě. Objem informací, které číslo poskytuje, se ale rozšiřoval postupně.
Například Volkswagen začal kódovat více informací v letech 1995 až 1997 a kontrolní číslici v letech 2009 až 2015 u vybraných modelů skupiny. Kontrolní číslice v číslech VIN se také používá, i když ne u všech značek a modelů; v evropských vozidlech se vyskytuje například u Audi A1.

## Význam
| Standard        | 1           | 2           | 3           | 4                   | 5                   | 6                   | 7                   | 8                   | 9                   | 10              | 11              | 12              | 13              | 14              | 15              | 16              | 17              |
| --------------- | ----------- | ----------- | ----------- | ------------------- | ------------------- | ------------------- | ------------------- | ------------------- | ------------------- | --------------- | --------------- | --------------- | --------------- | --------------- | --------------- | --------------- | --------------- |
| ISO 3779        | Kód výrobce | Kód výrobce | Kód výrobce | Popisný kód vozidla | Popisný kód vozidla | Popisný kód vozidla | Popisný kód vozidla | Popisný kód vozidla | Popisný kód vozidla | Jedinečné číslo | Jedinečné číslo | Jedinečné číslo | Jedinečné číslo | Jedinečné číslo | Jedinečné číslo | Jedinečné číslo | Jedinečné číslo |
| Severní Amerika | Kód výrobce | Kód výrobce | Kód výrobce | Popisný kód vozidla | Popisný kód vozidla | Popisný kód vozidla | Popisný kód vozidla | Popisný kód vozidla | Kontrolní číslice   | Modelový rok    | Továrna         | Jedinečné číslo | Jedinečné číslo | Jedinečné číslo | Jedinečné číslo | Jedinečné číslo | Jedinečné číslo |

V kódu se používají číslice a znaky anglické abecedy kromě písmen I, O a Q, u kterých by hrozila záměna s číslicemi 0 a 1.

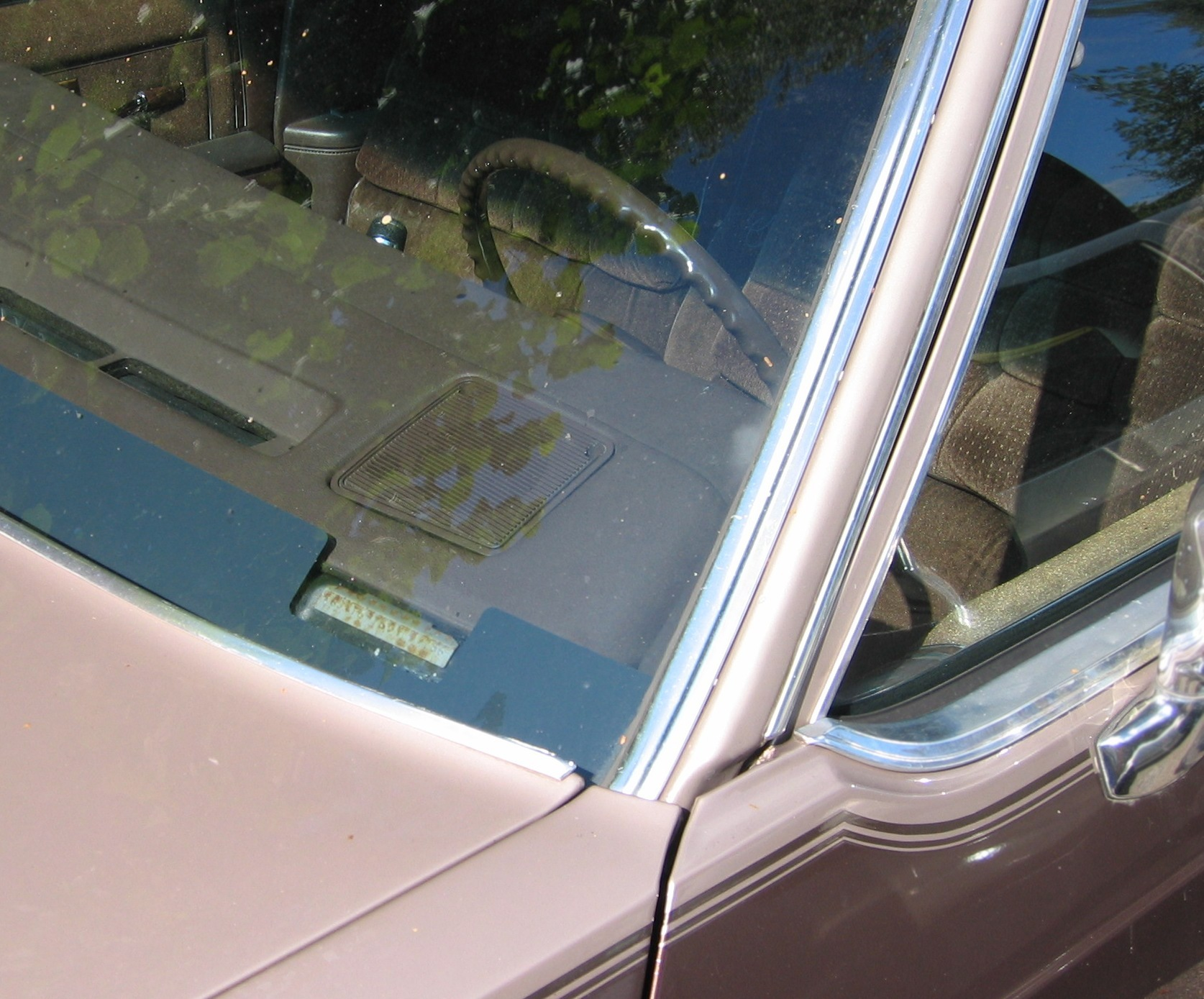
Identifikační číslo vozidla na čelním skle

### Kód výrobce
První tři znaky se označují jako WMI (World Manufacturer Identifier, Světový kód výrobce) a popisují výrobce vozidla. Kódy jsou jednoznačně přiděleny všem světovým výrobcům. U malosériových výrobců (do 500 aut ročně) se jako třetí znak používá 9 a další tři znaky kódu výrobce jsou umístěny na pozicích 13, 14 a 15. Velkým výrobcům je naopak přiděleno několik kódů, někteří z nich třetím znakem rozlišují např. druh vozu (autobus, nákladní automobil), část firmy apod. Tato část je jedinou opravdu striktně povinnou částí kódu.
První znak určuje region, ve kterém výrobce působí, druhý znak pak upřesňuje stát:
| WMI | Region              | Některé státy |
| --- | ------------------- | --- |
| A–H | Afrika              | AA–AH = Jihoafrická republika |
| J–R | Asie                | J = Japonsko KL–KR = Jižní Korea L = Čína |
| S–Z | Evropa              | SA–SM = Spojené království SN–ST, W = Německo SU–SZ = Polsko TA–TH = Švýcarsko TJ–TP = Česko TR–TV = Maďarsko VA–VE = Rakousko VF–VR = Francie VS–VW = Španělsko VX–V2 = Jugoslávie XS–XW = Sovětský svaz X3–X0 = Rusko YA–YE = Belgie UH–UM = Dánsko YF–YK = Finsko YS–YW = Švédsko ZA–ZR = Itálie |
| 1–5 | Severní Amerika     | 1, 4, 5 = USA 2 = Kanada 3 = Mexiko |
| 6–7 | Austrálie a Oceánie | 6A–6W = Austrálie 7A–7E = Nový Zéland |
| 8–0 | Jižní Amerika       | 9A–9E, 93–99 = Brazílie |

Z českých výrobců používá Škoda Auto kód TMB, Iveco Czech Republic (dříve Karosa) kód TMK, Tatra kód TMT. LIAZ-Škoda TNL, TNG

### Popisný kód vozidla
Znaky na pozicích 4–9 se označují jako VDS (Vehicle Descriptor Section, Popisný kód vozidla) a označují model příslušného vozu. Každý výrobce si může toto označení navrhnout podle vlastní volby.

#### Kontrolní číslice
V Severní Americe je číslice 9 vyhrazena jako kontrolní číslice: zajišťuje, že chyba v přehlédnutí je odhalena jako neplatné VIN. Pro výpočet kontrolní číslice se určí hodnota každého znaku podle následující tabulky (číslice používají svou vlastní hodnotu):
| A: 1 | J: 1 |      |
| B: 2 | K: 2 | S: 2 |
| C: 3 | L: 3 | T: 3 |
| D: 4 | M: 4 | U: 4 |
| E: 5 | N: 5 | V: 5 |
| F: 6 |      | W: 6 |
| G: 7 | P: 7 | X: 7 |
| H: 8 |      | Y: 8 |
|      | R: 9 | Z: 9 |

Od 6. července 2022 platí prováděcí nařízení Komise Evropské unie, které stanoví, že u severoamerických vozidel musí být kontrolní číslice vždy na 9. místě čísla VIN.
Poté se hodnota každého znaku vynásobí váhou odpovídající pozici znaku ve VIN (pochopitelně s výjimkou samotné kontrolní číslice):
| 1. ×8 | 5. ×4  | 10. ×9 | 14. ×5 |
| 2. ×7 | 6. ×3  | 11. ×8 | 15. ×4 |
| 3. ×6 | 7. ×2  | 12. ×7 | 16. ×3 |
| 4. ×5 | 8. ×10 | 13. ×6 | 17. ×2 |

Všechny součiny pro jednotlivé znaky se sečtou a výsledek se vydělí jedenácti. Zbytek po dělení tvoří kontrolní číslici, v případě, že vyjde roven 10, použije se písmeno X.
Příklad:
```
 VIN:     T  M  B  G  D  M  9  A _  K  P 0  4  2  7  8  8
Hodnota:  3  4  2  7  4  4  9  1 x  2  7 0  4  2  7  8  8
 Váha:    8  7  6  5  4  3  2 10 x  9  8 7  6  5  4  3  2
Součiny: 24 28 12 35 16 12 18 10 x 18 56 0 24 10 28 24 16
```

Součet všech jednotlivých součinů je 331, zbytek po dělení čísla 331 jedenácti je 1, takže kompletní VIN je TMBGDM9A1KP042788.

### Jedinečné číslo
Znaky na pozicích 10–17 se označují jako VIS (Vehicle Identifier Section) a tvoří pořadové výrobní číslo, které jednoznačně identifikuje konkrétní vozidlo. Mechanismus přidělování těchto čísel je ponechán na libovůli výrobce (např. prosté sekvenční číslování), některé znaky však často mají konkrétní význam:
Znak na 10. pozici velmi často (v Severní Americe vždy) určuje modelový rok vozu (což ovšem není rok výroby). Znak A znamená rok 1980, B rok 1981 atd. až po Y pro rok 2000; poté jsou pro roky 2001–2009 vyhrazeny číslice 1–9, rok 2010 bude používat opět znak A, 2011 znak B atd.
Znak na 11. pozici obvykle určuje konkrétní výrobní závod v rámci výrobce. Např. u vozů Škoda znak 0 označuje závod A02 v Mladé Boleslavi, znak 2 označuje závod A4 tamtéž, znak 5 označuje továrnu v Kvasinách, znak 7 výrobní závod Vrchlabí, znak X označuje továrnu v polské Poznani.
Zbytek je zpravidla přidělován sekvenčně, v Severní Americe je povinně ryze číselný.

## Výskyt

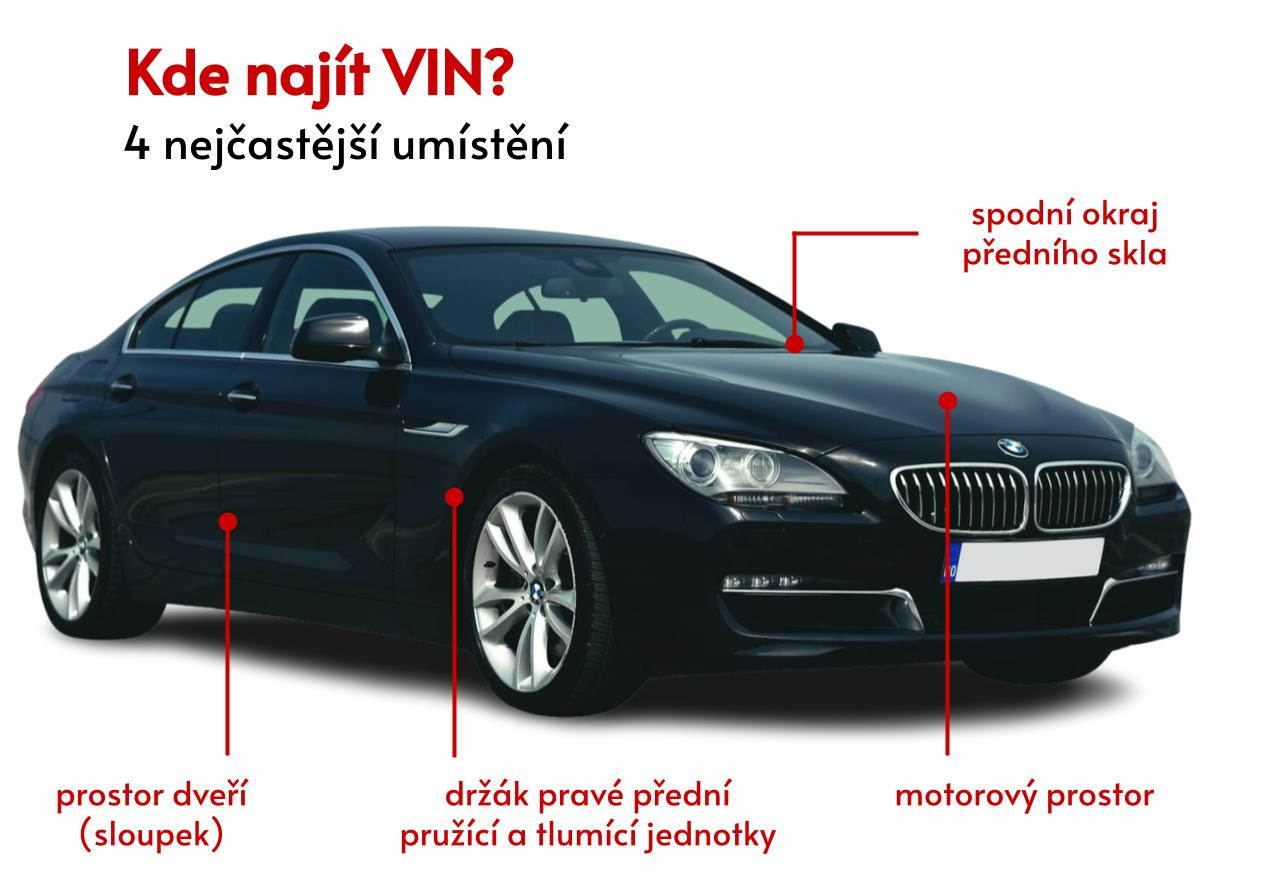
Nejčastější umístění VIN na autě

Identifikační číslo je možné nalézt na následujících místech:
- Vyražený na vozidle
  - Každý výrobce umisťuje VIN kód jinam. Vyražený však bývá nejčastěji na pod čelním sklem (většina moderních výrobců), v motorovém prostoru na předělovací přepážce, na horním lemu podhledu, držák pravé přední pružící a tlumící jednotky).
- Typový štítek na vozidle - vyrábí se kovový i formou nálepky.
  - V prostoru dveří (sloupek), v motorovém prostoru nebo v zavazadlovém prostoru.[4][5]
- Malý technický průkaz (bez znaků oddělujících jeho části)
- Velký technický průkaz (bez znaků oddělujících jeho části)
- Zelená karta
- Servisní knížka
- Pojistka[6]

Identifikační číslo VIN je vhodné sdělit policii při odcizení vozidla. Nemělo by však být přehlíženo při nákupu vozu přes autobazar. Zde je nutné zkontrolovat, jestli nebylo vozidlo kradené a jestli údaje v technickém průkazu s číslem vyraženým na autě souhlasí. Vhodné je zkontrolovat i majitele vozu. V minulosti docházelo často k podvodům, kdy prodávané vozidlo vlastnila stále leasingová firma, ale v dokladech byl uveden pouze držitel, který ovšem nebyl majitelem, ten pak cizí vozidlo prodal poškozenému.

### Umístění identifikačního kódu VIN podle značky vozidla
| Značka     | Příklad modelu | Vyražený VIN                                             | Štítek s VIN                      |
| Škoda      | Octavia        | zesílení v blízkosti zdířky usazení pravého tlumiče      | na krytu palubní desky na levo    |
| Renault    | CLIO           |                                                          | na podlaze zavazadlového prostoru |
| Dacia      | Duster         | na pravé straně čelní přepážky                           | na pravém středním sloupku        |
| Ford       | Fiesta         | na podlaze před sedadlem spolujezdce nebo vedle sedadla. |                                   |
| Hyundai    | i20            | na podlaze před sedadlem spolujezdce nebo vedle sedadla  |                                   |
| Volkswagen | Passat         | na pravé straně čelní přepážky                           | na krytu palubní desky na levo.   |
| Seat       | LEON           | na bočním pravém zesílení                                | na krytu palubní desky na levo.   |
| KIA        | ceed           |                                                          | na krytu palubní desky na levo.   |

### Nejčastější umístění identifikačního kódu VIN
- Čelní sklo - většina automobilů má VIN kód umístěný pod čelním sklem na straně řidiče, viditelný zvenčí.
- Vyražený v motorovém prostoru
- Vyražený v horní části podběhu
- Na přední pravé pružině a tlumiči
- Na podlaze u spolujezdce
- pravá strana opěradla zadního sedadla
- pravá či levá strana zadního zavazadlového prostoru
- Na pravé straně karosérie vozidla
- Na typovém štítku ve dveřích či rámu
- Na typovém štítku v motorovém prostoru

### Dekódování a kontrola VIN kódu
Pomocí VIN kódu a online nástrojů či služeb lze zkontrolovat historii vozidla a ověřit, zda počet najetých kilometrů zobrazených na tachometru či displeji je totožný s oficiálními záznamy z STK či jiných kontrol. VIN kód je možno prozkoumat některým ze systémů kontroly historie ojetých automobilů. Některé jsou zdarma, za podrobnější rozsah informací o kupovaném vozidle je obvykle vyžadován poplatek.